# Mangochi
Mangochi   este un oraș  în  Malawi, pe malul sudic al lacului Malawi. Este reședința  districtului  Mangochi.